# Grand Slam of Golf

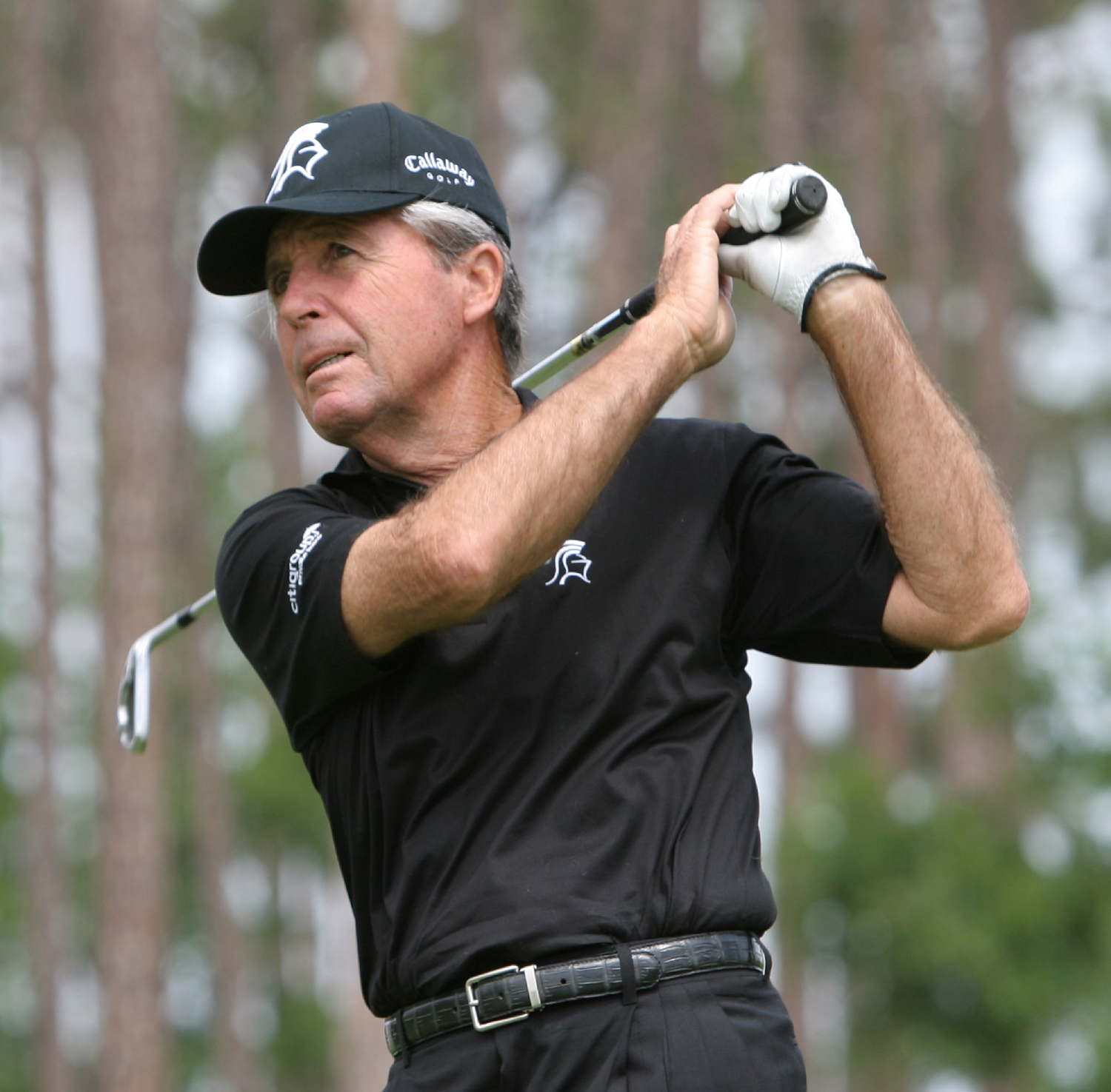
Gary Player, de eerste winnaar

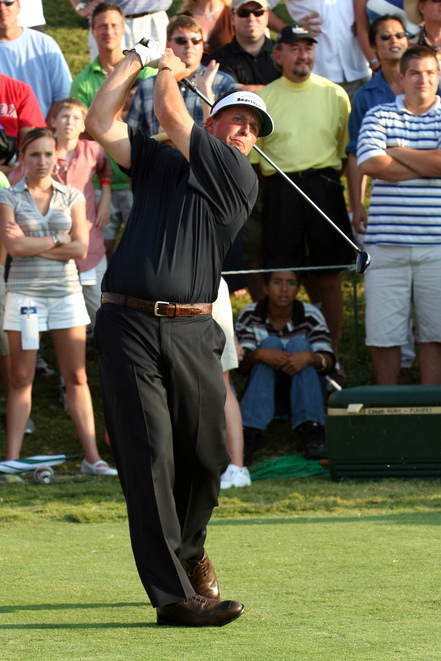
Phil Mickelson, winnaar 2004

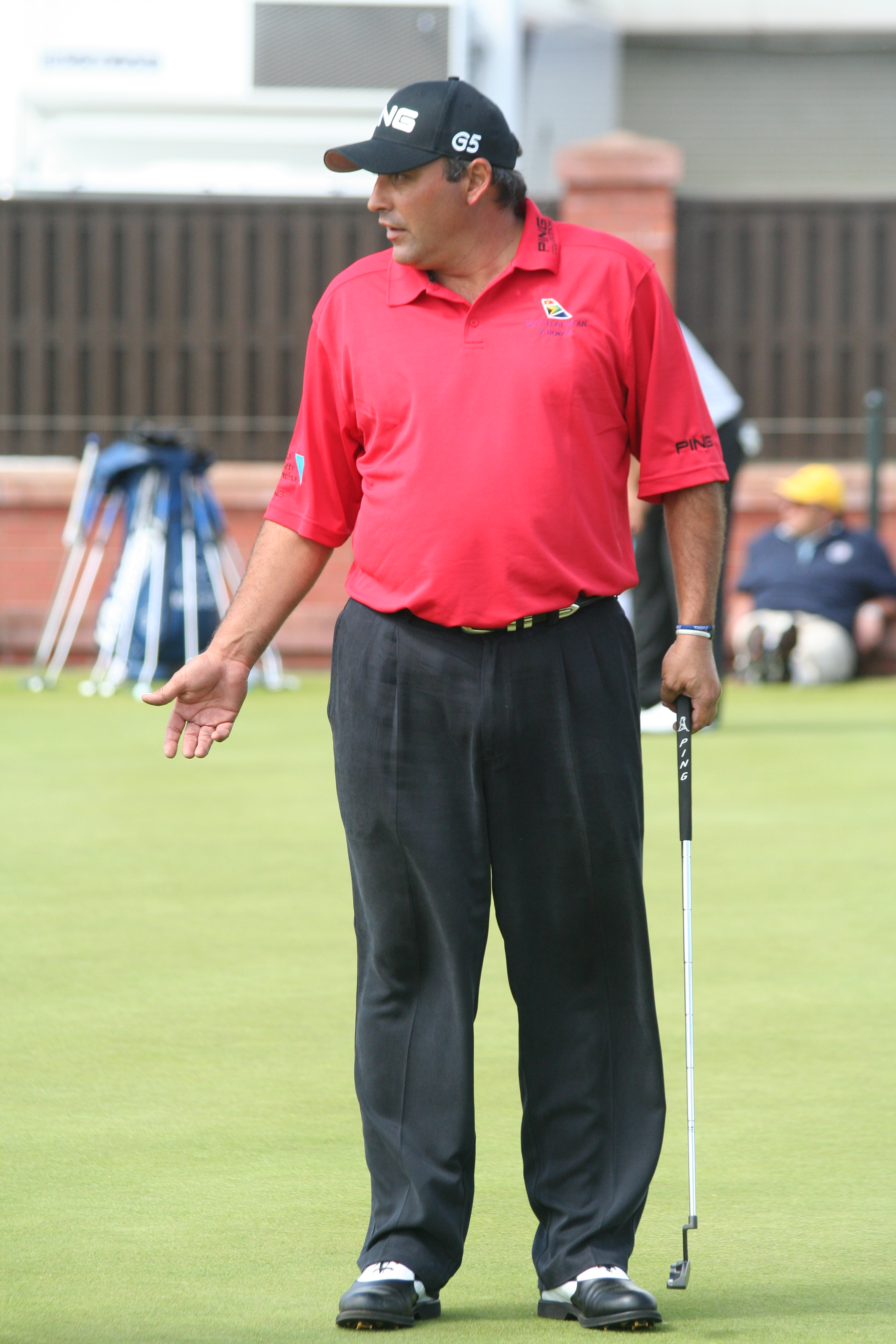
Angel Cabrera, winnaar 2007

De Grand Slam of Golf is een speciaal toernooi waaraan alleen de winnaars van de Major van het afgelopen jaar deelnemen. Dit zijn dus de winnaars van de Masters, het US Open, het Brits Open en het Amerikaanse PGA Kampioenschap.
De organisatie is in handen van de Amerikaanse PGA (USPGA). Als een van de spelers niet kan komen, of meer dan één Major heeft gewonnen, vult de USPGA het aantal spelers aan tot 4.
De eerste keer vond het toernooi plaats in 1979 en speelde men 18 holes. Sinds 1991 worden er 36 holes gespeeld. In 1998 en 1999 is het toernooi in matchplay gespeeld.
In 2009 was het prijzengeld $1,35 miljoen, waarvan de winnaar $ 600.000 krijgt, nummer vier krijgt nog $ 200.000. Dit telt niet mee voor de Order of Merit.

## Spelers
| Jaar                      | Baan                            | Winnaar                      | Tweede                           | Derde                                 | Vierde                                |
| 18 holes-strokeplay       | 18 holes-strokeplay             | 18 holes-strokeplay          | 18 holes-strokeplay              | 18 holes-strokeplay                   | 18 holes-strokeplay                   |
| ------------------------- | ------------------------------- | ---------------------------- | -------------------------------- | ------------------------------------- | ------------------------------------- |
| 1979                      |                                 | Gary Player                  | Andy North                       | Jack Nicklaus                         | John Mahaffey                         |
| 1980                      |                                 | Lanny Wadkins                | Hale Irwin                       | David Graham                          | Fuzzy Zoeller                         |
| 1981                      |                                 | Lee Trevino                  | Tom Watson                       | Jack Nicklaus                         | Severiano Ballesteros                 |
| 1982                      |                                 | Bill Rogers                  | David Graham                     | Larry Nelson                          | Tom Watson                            |
| 1983 - 1985 niet gespeeld |                                 |                              |                                  |                                       |                                       |
| 1986                      |                                 | Greg Norman                  | Fuzzy Zoeller                    | Jack Nicklaus                         | Bob Tway                              |
| 1987 niet gespeeld        |                                 |                              |                                  |                                       |                                       |
| 1988                      |                                 | Larry Nelson                 | Larry Mize                       | Scott Simpson                         | Greg Norman                           |
| 1989                      |                                 | Curtis Strange               | Craig Stadler                    | Ian Baker-Finch                       | Greg Norman                           |
| 1990                      |                                 | Andy North                   | Craig Stadler                    | Payne Stewart                         | Curtis Strange                        |
| 36 holes                  |                                 |                              |                                  |                                       |                                       |
| 1991                      |                                 | Ian Woosnam                  | Ian Baker-Finch                  | Payne Stewart                         | John Daly                             |
| 1992                      |                                 | Nick Price (won play-off)    | Tom Kite                         | Fred Couples                          | Nick Faldo                            |
| 1993                      |                                 | Greg Norman                  | Paul Azinger                     | Lee Janzen                            | Bernhard Langer                       |
| 1994                      | Poipu Bay Golf Course, Hawaï    | Greg Norman                  | José María Olazabal              | Ernie Els                             | Nick Price                            |
| 1995                      | Poipu Bay Golf Course, Hawaï    | Ben Crenshaw                 | Corey Pavin                      | John Daly                             | Steve Elkington                       |
| 1996                      | Poipu Bay Golf Course, Hawaï    | Tom Lehman                   | Nick Faldo                       | Steve Jones                           | Mark Brooks                           |
| 1997                      | Poipu Bay Golf Course, Hawaï    | Ernie Els                    | Tiger Woods                      | Justin Leonard                        | Davis Love III                        |
| Matchplay                 |                                 |                              |                                  |                                       |                                       |
| 1998                      | Poipu Bay Golf Course, Hawaï    | Tiger Woods                  | Vijay Singh                      | Lee Janzen                            | Mark O'Meara                          |
| 1999                      | Poipu Bay Golf Course, Hawaï    | Tiger Woods                  | Davis Love III                   | José María Olazabal                   | Paul Lawrie                           |
| 36 holes                  |                                 |                              |                                  |                                       |                                       |
| 2000                      | Poipu Bay Golf Course, Hawaï    | Tiger Woods (won play-off)   | Vijay Singh                      | Paul Azinger                          | Tom Lehman                            |
| 2001                      | Poipu Bay Golf Course, Hawaï    | Tiger Woods                  | Retief Goosen                    | David Duval                           | David Toms                            |
| 2002                      | Poipu Bay Golf Course, Hawaï    | Tiger Woods                  | Justin Leonard en Davis Love III | Justin Leonard en Davis Love III      | Rich Beem                             |
| 2003                      | Poipu Bay Golf Course, Hawaï    | Jim Furyk                    | Mike Weir                        | Shaun Micheel                         | Ben Curtis                            |
| 2004                      | Poipu Bay Golf Course, Hawaï    | Phil Mickelson               | Vijay Singh                      | Retief Goosen                         | Todd Hamilton                         |
| 2005                      | Poipu Bay Golf Course, Hawaï    | Tiger Woods                  | Phil Mickelson                   | Michael Campbell                      | Vijay Singh                           |
| 2006                      | Poipu Bay Golf Course, Hawaï    | Tiger Woods                  | Jim Furyk                        | Geoff Ogilvy                          | Mike Weir                             |
| 2007                      | The Mid Ocean Club, Bermuda     | Ángel Cabrera (won play-off) | Pádraig Harrington               | Jim Furyk                             | Zach Johnson                          |
| 2008                      | The Mid Ocean Club, Bermuda     | Jim Furyk (won play-off)     | Pádraig Harrington               | Retief Goosen                         | Trevor Immelman                       |
| 2009                      | Port Royal Golf Course, Bermuda | Lucas Glover                 | Ángel Cabrera                    | Stewart Cink                          | Yang Yong-eun                         |
| 2010                      | Port Royal Golf Course, Bermuda | Ernie Els                    | David Toms                       | Martin Kaymer & Graeme McDowell (tie) | Martin Kaymer & Graeme McDowell (tie) |